# Ostatnia bitwa
Ostatnia bitwa (tyt. oryg. The Last Battle) – ostatnia z siedmiu części „Opowieści z Narnii” Clive’a Staplesa Lewisa wydana w 1956.

## Fabuła
Julia i Eustachy zostają wezwani do Narnii by pomóc zaprowadzić pokój królowi Tirianowi, ponieważ zaczęła tam rządzić się podstępna małpa zwana Krętaczem. Ubiera osła Łamigłówka w skórę lwa i każe mu udawać Aslana. Dla własnego zysku sprowadza Kalormeńczyków, pozwalając na wyręb mówiących drzew i sprzedawanie mieszkańców Narnii jako niewolników. Do tego stopnia mąci wszystkim Narnijczykom w głowach, iż mówi im, że Tasz (bóstwo Kalormeńczyków) i Aslan (władca Narnii) są jedną osobą.
Julia i Eustachy pomagają Tirianowi w walce z Krętaczem i Kalormeńczykami. Jednakże wpadają w pułapkę i podczas krwawej bitwy zostają wrzuceni do stajni, która miała zostać podpalona, jako ofiara dla Tasza. Spotykają w niej wszystkich swoich nieżywych przyjaciół włącznie z Piotrem, Łucją, Edmundem, profesorem Digorym i ciocią Polą. Oglądają koniec Narnii. Aslan zwołuje wszystkie stworzenia. Wszyscy muszą spojrzeć w oczy Aslanowi. W przypadku niektórych z nich „wyraz twarzy zmienił się nagle okropnie: pojawiły się nienawiść i przerażenie. Trwało to ułamek sekundy i nagle przestały być MÓWIĄCYMI zwierzętami – stały się ZWYKŁYMI zwierzętami. I wszystkie stworzenia, które spojrzały na Aslana w ten sposób, zboczyły w prawo – czyli na lewo od niego – i znikły w jego wielkim, czarnym cieniu.” Inne stworzenia „spojrzały w twarz Aslana z miłością, choć niektóre z lękiem”, znajdując schronienie w stajni, która okazuje się wejściem do krainy Aslana.
W czasie wędrówki zdają sobie sprawę, że kraina, w której się znajdują, to Narnia, lecz inna, bardziej prawdziwa, której tamta pierwsza była tylko cieniem. Klejnot podsumowuje to w słowach: „! To jest moja prawdziwa ojczyzna! To dlatego kochaliśmy starą Narnię, że czasami przypominała tę.” Dzieci spotykają Aslana, który mówi im, że ich przeniesienie do Narnii powiązane było z wypadkiem kolejowym i ich śmiercią. Są w raju, który jest rajem nie tylko dla Narnijczyków, ale i dla mieszkańców naszego świata. Spotykają tu swoich rodziców, tak, jak i wszystkich bohaterów Narnii.

## Postacie
- Piotr Pevensie
- Edmund Pevensie
- Łucja Pevensie
- Aslan
- Król Tirian
- Digory Kirke (znany jako profesor Kirke)
- Pola Plummer (dawna przyjaciółka Digory’ego Kirke)
- Eustachy Scrubb (kuzyn rodzeństwa Pevensie)
- Julia Pole (koleżanka Eustachego)
- Łamigłówek (osioł wykorzystany do czynienia przeciw Narnii)
- Krętacz
- Rodzice rodzeństwa Pevensie
- Wszystkie postacie, jakie pojawiły się w poprzednich częściach „Opowieści z Narnii”, prócz Jadis, Pani w Zielonej Szacie, Zuzanny Pevensie, Rabadasza, Tarkaanów z poprzednich części, łowców niewolników, Miraza i innych Telmarów, a także wuja Andrzeja.